# Andrea Taschl-Erber
Andrea Taschl-Erber (* 1971 in Melk) ist eine österreichische römisch-katholische Theologin.

## Leben
Nach der Promotion 2006 zur Dr. theol. an der Universität Wien war sie 2001 bis 2007 Vertragsassistentin am Institut für Neutestamentliche Bibelwissenschaft der Katholisch-Theologischen Fakultät der Universität Wien. Nach der Verleihung 2018 der venia docendi für Neutestamentliche Bibelwissenschaft und Biblische Theologie durch die Universität Graz ist sie seit 2022 Professorin für Exegese und Theologie des Neuen Testaments am Institut für Katholische Theologie an der Universität Paderborn. 2019 wurde sie in die Europäische Akademie der Wissenschaften und Künste aufgenommen.

## Schriften (Auswahl)
- Maria von Magdala – erste Apostolin? Joh 20,1–18: Tradition und Relecture. Basel 2007, ISBN 978-3-451-29660-4.
- Schriftauslegung im Neuen Testament – Angelpunkt für „the Parting of the Ways“? Fallstudien zur Rezeption alttestamentlicher Traditionen, Motive und Figuren. Graz 2017 (Habilitationsschrift).